# Teodoro de Kiev
Teodoro de Kiev (en lituano: Teodoras) (siglo XIV), fue un Príncipe de Kiev. Era hijo de Butvydas, y hermano menor de Gediminas, Gran Duque de Lituania. Solo un par de breves notas han quedado de la vida de Teodoro. 
A principio de la década de 1320 Gediminas ganó la Batalla del río Irpín contra Stanislav de Kiev y capturó la ciudad. Los tártaros, que también reclamaban la ciudad, tomaron represalias en 1324–1325. Las Crónicas lituanas mencionan que Gediminas instaló a su sustituto Algimantas, hijo de Mindaugas de la familia de Olshanski. Hubo algunos intentos de afirmar que Algimantas era el nombre pagano de Teodoro, pero fueron desacreditados por evidencia de que Algimantas fue bautizado como Mijaíl.
En 1331 Basilio Kalika, nuevo consagrado Arzobispo de Nóvgorod, estaba viajando de Volodímir-Volinski a Veliki Nóvgorod. En su camino fue detenido por Teodoro, Príncipe de Kiev, y recolector de impuestos de los tártaros (basqaq), junto a cincuenta hombres. La presencia de oficiales tártaros lleva a los historiadores a pensar que, mientras Kiev estaba gobernada por un lituano, tenía que pagar tributo a la Horda de Oro. Los lituanos ganaron control total de la ciudad luego de la victoriosa Batalla de las Aguas Azules en 1362. De acuerdo a la Crónica Gustínskaya, luego de la batalla Teodoro fue reemplazado como Príncipe de Kiev por Vladímir, hijo de Algirdas.
Por mucho tiempo los académicos asumieron que Teodoro tenía orígenes rúrikidos por su nombre cristiano. Sin embargo, en 1916 el historiador ruso publicó una lista de propiedades de Teognosto, metropolitano de Moscú. En la lista, compilada en 1331, aparecían dos copas de plata regaladas a Teognosto por Teodoro, hermano de Gediminas. Historiadores modernos están de acuerdo en que el Teodoro de la lista y Teodoro de Kiev son la misma persona. No ha quedado registro de la familia de Teodoro. 